# Wojciechy (powiat ostródzki)
Wojciechy (niem. Gartenpungel) – osada w Polsce położona w województwie warmińsko-mazurskim, w powiecie ostródzkim, w gminie Miłakowo.
W latach 1975–1998 miejscowość należała administracyjnie do województwa olsztyńskiego. Miejscowość leży w historycznym regionie Prus Górnych.

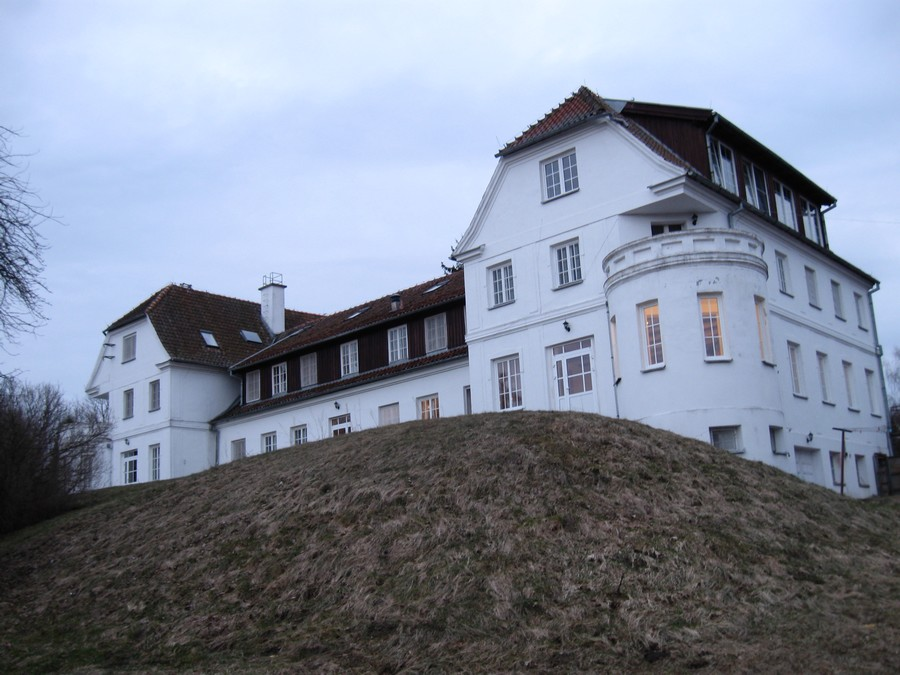
Widok na dwór (z boku)

Wieś wzmiankowana w dokumentach z roku 1323, jako wieś pruska na 10 włókach. Pierwotna nazwa Gartilpunge najprawdopodobniej wywodzi się z języka pruskiego. W roku 1782 we wsi odnotowano sześć domów (dymów), natomiast w 1858 w czterech gospodarstwach domowych było 60 mieszkańców. W roku 1973 jako osada Wojciechy należały do powiatu morąskiego, gmina Miłakowo, poczta Włodowo.
Majątek w Wojciechach do końca XIX w. pełnił funkcje folwarku dóbr z siedzibą w pobliskich Bieniaszach. Na początku XX w. został wyodrębniony i zakupiony przez Andreasa Sturhmanna który wzniósł tu dwór. Budynek powstał na planie litery H, boczne skrzydła wyższe, do lewego przylega narożna weranda. Dwór został zniszczony podczas I wojny światowej, został jednak szybko odbudowany. Po II wojnie również mocno ucierpiał i również został odbudowany.
Obecnie mieści się tu pensjonat i stadnina koni.